# Seguridad en el sitio de construcción
La seguridad en el sitio de construcción es un aspecto de las actividades relacionadas con la construcción que busca proteger a los trabajadores del sitio de construcción y a otras personas de muerte, lesiones, enfermedades u otros riesgos relacionados con la salud. La construcción es una actividad a menudo peligrosa y predominantemente terrestre, en la que los trabajadores de la obra pueden estar expuestos a diversos riesgos, algunos de los cuales pasan desapercibidos. Los riesgos del sitio pueden incluir trabajos en altura, movimiento de maquinaria (vehículos, grúas, etc.) y materiales, herramientas eléctricas y equipos eléctricos, sustancias peligrosas, además de los efectos del exceso de ruido, polvo y vibración. Las principales causas de muerte en las obras de construcción son las caídas, las electrocuciones, las lesiones por aplastamiento y las lesiones por quedar atrapado.

## Información general
Según la Organización Internacional del Trabajo (OIT),  la construcción tiene una tasa desproporcionadamente alta de accidentes registrados. En 2019, la OIT indicó que las principales causas de mortalidad laboral en los sitios de construcción eran las caídas, las electrocuciónes, las lesiones por aplastamiento y las lesiones por atrapamiento. Aunque las obras de construcción enfrentan significativamente los mismos riesgos, la tasa de accidentes varía en diferentes regiones y países debido a una variedad de culturas de seguridad y comportamientos de seguridad de los trabajadores.
La construcción genera más muertes laborales que cualquier otro sector, tanto en los Estados Unidos como en la Unión Europea. En Estados Unidos, en 2019, 1.061, o alrededor del 20%, de las muertes de trabajadores en la industria privada ocurrieron en la construcción. La construcción tine alrededor del 6% de los trabajadores estadounidenses, pero el 17% de las muertes: el mayor número de muertes reportadas para cualquier sector industrial.
En el Reino Unido, la industria de la construcción es responsable del 31% de las muertes en el trabajo y del 10% de las lesiones laborales graves. En Sudáfrica hay cada año 150 muertes y aproximadamente 400 heridos relacionados con los sitios de construcción. En Brasil, la tasa de incidencia de todas las muertes laborales es de 3,6 por 100.000. (Se pudo encontrar poca o ninguna información sobre muertes en la construcción en Asia, Sudamérica, África y la Antártida). El cuadro siguiente contiene más países y la tasa de muertes en sitios de construcción.
| Pais/Region               | Muertses (anuales por 100,000 trabajadores) | Año  | Notas  |
| ------------------------- | ------------------------------------------- | ---- | ------ |
| Australia                 | 6.2                                         | 2018 | [ 14 ] |
| Canada                    | 8.7                                         | 2008 | [ 15 ] |
| Europa                    | 1.77                                        | 2018 | [ 16 ] |
| Francia                   | 2.64                                        | 2012 | [ 17 ] |
| Finlandia                 | 5.9                                         | 2008 | [ 15 ] |
| Alemania                  | 5.0                                         | 2008 | [ 15 ] |
| Irlanda                   | 9.80                                        | 2013 | [ 18 ] |
| India                     | 10.0                                        | 2008 | [ 19 ] |
| Noruega                   | 3.3                                         | 2008 | [ 15 ] |
| Suecia                    | 5.8                                         | 2008 | [ 15 ] |
| Suica                     | 4.2                                         | 2008 | [ 15 ] |
| Reino Unido               | 1.62                                        | 2021 | [ 20 ] |
| Estados Unidos de America | 9.8                                         | 2014 | [ 21 ] |
| Israel                    | 12.12                                       | 2015 | [ 22 ] |

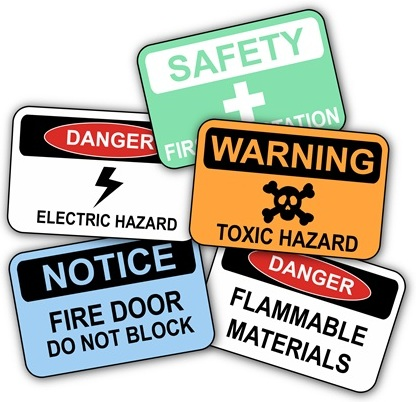
Diversas señales de seguridad que se utilizan habitualmente en sitios de construcción y entornos de trabajo industriales.

Los principales riesgos de seguridad en las obras de construcción incluyen caídas, quedar atrapado entre objetos, electrocuciones y ser golpeado por objetos. Estos peligros han causado lesiones y muertes en obras de construcción en todo el mundo. Los fallos en la identificación de peligros se deben a menudo a una formación y supervisión limitadas o inadecuadas de los trabajadores. Las áreas en las que hay capacitación limitada incluyen tareas de diseño para la seguridad, inspección de seguridad y monitoreo de la seguridad. Una falla en cualquiera de estas áreas puede resultar en un mayor riesgo de exposición de los trabajadores a daños en el entorno de la construcción.
Las caídas son la principal causa de lesiones en la industria de la construcción, en particular entre los trabajadores de la construcción mayores y sin capacitación. Varios países tienen regulaciones y pautas sobre protección contra caídas para prevenir lesiones y muertes. En los Estados Unidos, el Manual de la Administración de Seguridad y Salud Ocupacional (OSHA, por sus siglas en inglés) (29 CFR) establece que se necesita protección contra caídas en áreas que incluyen, entre otras, rampas, pasarelas y otros pasillos; excavaciones; áreas de elevación; hoyos, agujeros; encofrados; trabajos en bordes expuestos; lados y bordes sin protección; albañilería en voladizo y trabajos afines; techado; montaje de elementos prefabricados; aberturas de pared; aberturas en pisos como hoyos; construcción residencial; y otras superficies para caminar o trabajar. El Instituto Nacional para la Seguridad y Salud Ocupacional (NIOSH por sus siglas en inglés) desarrolló una aplicación de seguridad para escaleras que fue diseñada para mejorar la seguridad de las escaleras extensibles y de tijera, una preocupación para quienes trabajan en la construcción o cualquier otra tarea que requiera el uso de escaleras.
Los accidentes automovilísticos son son otro de los principales peligros para la seguridad en los sitios de construcción. Es importante tener cuidado al operar vehículos motorizados o equipos en el sitio. Un vehículo motorizado debe tener un sistema de freno de servicio, un sistema de freno de emergencia y un sistema de freno de estacionamiento. Todos los vehículos deben estar equipados con un sistema de advertencia audible si el operador decide utilizarlo. Los vehículos deben tener ventanas y puertas, limpiaparabrisas eléctricos y una vista clara del sitio desde la ventana trasera. Todos los empleados deben recibir la capacitación adecuada antes de utilizar vehículos y equipos motorizados.
Los trabajadores en los sitios de construcción también deben ser conscientes de los peligros que existen en el terreno. Los cables cruzando las calles o carreteras se veían con frecuencia hasta que se inventó el equipo de rampa para cables para proteger las mangueras y otros equipos que debían colocarse de manera extendida. Otro riesgo común al que pueden enfrentarse los trabajadores es la sobreexposición al calor y la humedad del ambiente.El esfuerzo excesivo en este tipo de clima puede provocar enfermedades graves relacionadas con el calor, como insolación, agotamiento por calor y calambres por calor.
El ruido también es un riesgo laboral: un estudio de 2019 descubrió que las obras de construcción tenían los niveles de ruido más altos en comparación con varias otras industrias. Otros peligros que se encuentran en el sitio de construcción incluyen asbesto, solventes y actividades de manipulación manual.

### Enfermedades infecciosas
Según datos de Oficina de Estadísticas Laborales de los Estados Unidos (BLS, por sus siglas en inglés), aproximadamente 1 de cada 12 trabajadores de la construcción están expuestos a enfermedades infecciosas más de una vez al mes. Esto podría suceder porque, en general, muchos empleados continúan trabajando mientras están enfermos. Los científicos que estudian este tema han revisado muchos estudios y han descubierto que el porcentaje de personas que informan que van a trabajar estando enfermas varía entre más de un tercio y casi el 100%. Se estima que 8 millones de empleados en los Estados Unidos trabajaron mientras estaban infectados durante la epidemia de influenza H1N1 de 2009, que probablemente causó la infección de hasta 7 millones de compañeros de trabajo.
Las enfermedades infecciosas que se dan entre los trabajadores de la construcción incluyen la fiebre del valle de San Joaquin (en el suroeste de los Estados Unidos incluida California), la histoplasmosis (especialmente en los valles de los ríos Ohio y Mississippi), la silicotuberculosis y el tétano.
La exposición a ciertas actividades de construcción se ha asociado con un mayor riesgo de muerte por enfermedades infecciosas. Un estudio sueco de más de 300.000 trabajadores de la construcción de sexo masculino encontró una mayor mortalidad por infección de neumonía entre los trabajadores expuestos a polvo inorgánico, como fibras minerales artificiales, polvo de cemento, hormigón y cuarzo.
Los planes de prevención y control de infecciones (PCI) deben considerarse un componente importante de todos los planes de seguridad y salud ocupacional en los sitios de construcción. Las directrices de PCI tienen más éxito cuando se comunican de forma clara y capacitación obligatoria.

#### COVID-19 entre los trabajadores de la construcción
En 2019, casi el 60% de la fuerza laboral de la construcción tenía al menos un factor de riesgo de COVID-19 (mayor de 65 años, condición médica u otros) para un mayor riesgo de enfermedad grave por COVID-19. Alrededor de 1,4 millones o el 12,3% de los trabajadores de la construcción en los EE. UU. tenían 60 años o más. Uno de cada cinco (19,7%) trabajadores de la construcción tenía una enfermedad respiratoria y uno de cada cuatro (25,8%) tenía cáncer, diabetes o enfermedades cardíacas, renales o hepáticas. Alrededor del 30% de los trabajadores de la construcción eran hispanos, que representan el 17,7% de los trabajadores en todas las industrias. El Centro de Investigación y Capacitación en Construcción (CPWR) ha desarrollado un centro de divulgación de información sobre la construcción acerca del COVID-19 con una amplia gama de recursos sobre el COVID-19, creados específicamente para la industria de la construcción. Se pueden encontrar recursos adicionales al final de esta página y controles de riesgos en el lugar de trabajo para COVID-19 . Los sitios de construcción deben implementar medidas de seguridad para prevenir la propagación de infecciones. Varias organizaciones gubernamentales y profesionales han elaborado documentos de orientación específicos de la industria para el COVID-19. Los Centros para el Control y Prevención de Enfermedades (en inglés: Centers for Disease Control and Prevention, o por sus siglas, CDC) proporcionan directrices sobre el COVID-19 para los trabajadores de la construcción. Los CDC brindan las siguientes recomendaciones para el lugar de trabajo que se aplican a varias enfermedades infecciosas: limitar el contacto cercano con otras personas manteniendo una distancia de seis pies o usando  cubiertas de tela para la cara cuando esto sea difícil hacerlo, limitar el uso compartido de herramientas y limpiar y desinfectar las superficies al principio y al final de su turno y durante todo el día. Las superficies que necesitan limpieza incluyen herramientas compartidas, máquinas, vehículos, equipos, pasamanos, escaleras, perillas de puertas y baños portátiles.

### Construcción de carreteras
La Ley de Recuperación y Reinversión Estadounidense de 2009 creó más de 12.600 proyectos de construcción de carreteras, más de 10.000 de los cuales estaban en curso en 2010. Los trabajadores en zonas de obras en carreteras están expuestos a una variedad de peligros y enfrentan el riesgo de sufrir lesiones y muerte por los equipos de construcción, así como por los vehículos motorizados que pasan. Los trabajadores a pie están expuestos al tráfico que pasa, a menudo a altas velocidades, mientras que los trabajadores que operan vehículos de construcción corren el riesgo de sufrir lesiones debido a vuelcos, colisiones o quedar atrapados en equipos en marcha. Independientemente de la tarea asignada, los trabajadores de la construcción trabajan en condiciones de poca iluminación, poca visibilidad, clima inclemente, áreas de trabajo congestionadas, alto volumen de tráfico y altas velocidades. En 2011 se produjeron un total de 119 accidentes mortales en obras de construcción de carreteras. En 2010 hubo 37.476 lesiones en zonas de trabajo; alrededor de 20.000 de ellas fueron de trabajadores de la construcción. Las causas de las lesiones en los lugares de trabajo en la carretera incluyeron golpes con objetos, camiones o equipos móviles (35%), caídas o resbalones (20%), sobreesfuerzo (15%), incidentes de transporte (12%) y exposición a sustancias o entornos nocivos (5%). Las causas de muerte incluyeron atropellos por camiones (58%), maquinaria móvil (22%) y automóviles (13%).
La seguridad en la construcción de carreteras sigue siendo una prioridad entre los trabajadores. Varios estados estadounidenses han implementado campañas que abordan los peligros de las zonas de construcción y alientan a los conductores a tener cuidado al manejar por zonas de obras.
Cada año se celebra la Semana Nacional de Concientización sobre la Seguridad en las Zonas de Trabajo. Este evento nacional comenzó en 1999 y desde entonces ha ganado popularidad y atención de los medios cada año. El propósito del evento es llamar la atención nacional sobre los problemas de seguridad de los condutores y los trabajadores en las zonas de obras.

## Controles de peligros

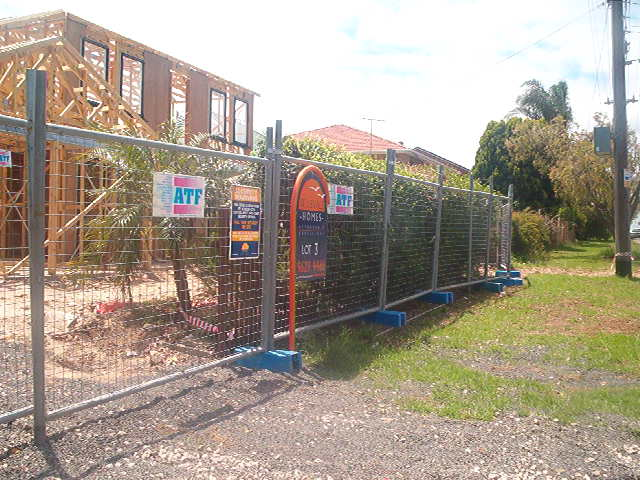
Vallado temporario en una obra en construcción en Sydney, Australia

La preparación del sitio ayuda a prevenir lesiones y muertes en los sitios de construcción. La preparación del sitio incluye retirar escombros, nivelar el suelo, rellenar huecos, cortar raíces de árboles y marcar tuberías de gas, agua y electricidad. Otro método de prevención en la obra es proporcionar un andamio que sea rígido y suficiente para soportar su propio peso más cuatro veces la carga máxima prevista sin asentarse ni desplazarse.
Algunas formas de prevenir lesiones y mejorar la seguridad incluyen:
- Gestionar la seguridad
- Integrar la seguridad como parte del trabajo
- Diseñar un sistema de gestión de seguridad y establecer indicadores clave de desempeño (KPI, por sus siglas en inglés)
- Aplicar tecnología para ayudar al monitoreo general del sitio
- Crear responsabilidad en todos los niveles
- Tener en cuenta la seguridad durante el proceso de planificación del proyecto
- Asegúreare de que los contratistas estén ·       capacitados previamente en materia de seguridad.
- Asegúrarse de que los trabajadores estén debidamente capacitados en las áreas apropiadas.
- Tener un sistema de protección contra caídas
- Prevenir y abordar el abuso de sustancias en los empleados
- Revisar los accidentes y los cuasi accidentes, así como las inspecciones periódicas.
- Usar capacitación innovadora en seguridad, por ejemplo, incorporar realidad virtual en la capacitación.[52]
- Reemplazar algunos trabajos por robots (muchos trabajadores pueden preocuparse de que esto reduzca su tasa de empleo) [52]
- Adoptar el uso del modelado de información de construcción (BIM, por sus siglas en inglés) con impresión tridimensional para primero hacer el modelo de construcción antes de ponerlo en práctica real.[52]

Los empleados o empleadores son responsables de proporcionar sistemas de protección contra caídas y de garantizar el uso de los mismos. La protección contra caídas se puede proporcionar mediante sistemas de barandas, sistemas de redes de seguridad, sistemas personales de detención de caídas, sistemas de dispositivos de posicionamiento y sistemas de líneas de advertencia. Deben asegurarse de que las escaleras sean lo suficientemente largas para llegar con seguridad al área de trabajo para evitar lesiones. Las escaleras, escalones y pasillos deben estar libres de objetos, escombros y materiales peligrosos. Un ingeniero profesional registrado debe diseñar un sistema de protección para zanjas de 20 pies de profundidad o más por razones de seguridad. Para evitar lesiones con las grúas, es necesario inspeccionarlas para detectar posibles daños. El operador debe conocer el peso máximo de la carga que debe levantar la grúa. Todos los operadores deben estar capacitados y certificados para garantizar que operan carretillas elevadoras de manera segura.
Existen múltiples herramientas digitales que se pueden implementar para monitorear la seguridad en todo el sitio, incluidas las inducciones en línea a los sitios de construcción, un registro digital del sitio, la medición de la seguridad del sitio de construcción en línea y el control de acceso digital. El software digital mantiene todas las inspecciones de construcción en un solo lugar y proporciona un registro de seguridad permanente para fines de generación de informes que ayuden a garantizar que los sitios de trabajo y los equipos sean seguros.
Modelo de excelencia operacional para mejorar la seguridad en las organizaciones de la construcción
Hay 16 factores de seguridad asociados a este modelo para mejorar la seguridad de las organizaciones de construcción:
1. Reconocimiento y recompensa
2. Participación del empleado
3. Gestión de subcontratistas
4. Capacitación y competencia
5. Concientización, gestión y tolerancia del riesgo
6. Organización de aprendizaje
7. Desempeño humano
8. Liderazgo transformacional
9. Valores, creencias y suposiciones compartidas
10. Comunicación estratégica sobre seguridad
11. Prácticas y procedimientos justos y equitativos
12. Organización del lugar de trabajo
13. El papel del propietario [56]
14. Transformación digital
15. Gestión de la transferencia de conocimiento
16. Proceso de automatización

Cada factor de seguridad mencionado anteriormente tiene algunos subelementos atribuidos al mismo.

### Educación y seguridad
Los trabajadores de la construcción necesitan recibir capacitación y educación adecuadas sobre la tarea o trabajo antes de trabajar, lo que ayudará a prevenir lesiones y muertes. Existen muchos métodos para formar a los trabajadores de la construcción. Un método consiste en capacitar a los capataces de las obras de construcción para que incluyan la seguridad en sus intercambios verbales diarios con los trabajadores para reducir los accidentes laborales. Es importante que los trabajadores utilicen el mismo idioma para asegurar la mejor comunicación. En los últimos años, además del tradicional intercambio de conocimientos sobre seguridad cara a cara, las aplicaciones móviles también hacen posible el intercambio de conocimientos.
Otro método es garantizar que todos los trabajadores sepan cómo utilizar correctamente los dispositivos electrónicos, las cintas transportadoras, las minicargadoras, los camiones, los elevadores aéreos y otros equipos en el sitio de construcción. Los equipos en el lugar de trabajo deben recibir un mantenimiento adecuado y ser inspeccionados regularmente antes y después de cada turno. El sistema de inspección de equipos ayudará al operador a asegurarse de que una máquina esté mecánicamente en buen estado y en condiciones de funcionamiento seguras. Se debe asignar un empleado para inspeccionar el equipo para garantizar la seguridad adecuada. El equipo debe tener luces y reflectores si está destinado a uso nocturno. El vidrio de la cabina del equipo debe ser vidrio de seguridad en algunos países. El equipo debe utilizarse para la tarea prevista en todo momento en el lugar de trabajo para garantizar la seguridad de los trabajadores.
Cada sitio de construcción debe tener un gerente de sitio de construcción. Es un especialista en seguridad y salud ocupacional que diseña e implementa normas de seguridad para minimizar lesiones y accidentes. Él o ella también está a cargo de realizar auditorías e inspecciones de seguridad diarias para garantizar el cumplimiento de las regulaciones gubernamentales. La mayoría de los administradores de sitios de construcción tienen experiencia a nivel inicial o un título superior.
Antes de que se lleve a cabo cualquier excavación, el contratista es responsable de notificar a todas las empresas correspondientes que se están realizando trabajos de excavación. Durante la excavación, el contratista es responsable de proporcionar un entorno de trabajo seguro para los empleados y los peatones.
El acceso y la salida también son partes importantes de la seguridad de la excavación. Las rampas utilizadas por los equipos deben ser diseñadas por una persona calificada en diseño estructural. No se permite a ninguna persona cruzar ni pararse debajo de ningún equipo de carga o excavación. Los empleados deberán permanecer a una distancia segura de todos los equipos mientras estén en funcionamiento. Los empleados que tengan capacitación y educación en las áreas mencionadas anteriormente beneficiarán a sus compañeros de trabajo y a ellos mismos en el sitio de construcción.

#### Suspensión de la seguridad nacional
Cada primavera en los Estados Unidos, muchas organizaciones de seguridad patrocinan una campaña voluntaria de una semana de duración para crear conciencia sobre las caídas en la construcción, la principal causa de muerte de los trabajadores de la construcción. Este evento brinda a los empleadores la oportunidad de discutir riesgos de seguridad como caídas y cómo prevenirlas. Incluso si una empresa no tiene empleados expuestos a riesgos de caídas, la campaña de concientización sobre seguridad se puede utilizar para analizar otros riesgos laborales, métodos de prevención y políticas de seguridad de la empresa.
En 2016, las caídas desde gran altura causaron 92 de las 115 muertes en la industria de techado, así como 384 de las 991 muertes en la construcción en general registradas. En 2016, las caídas desde gran altura fueron la principal causa de muerte de trabajadores de la construcción en los EE. UU., provocando lesiones mortales a más de 310 trabajadores de la construcción e hiriendo gravemente a otros 10,350 por caídas desde gran altura. En 2016, las principales causas de estas muertes por caídas relacionadas con la construcción fueron caídas desde techos (124), escaleras (104) y andamios (60). El ochenta y uno por ciento de las muertes causadas por techos ocurren en la industria de la construcción, el 57% de las muertes causadas por escaleras ocurren en la industria de la construcción y el 86% de las muertes causadas por andamios ocurren en la industria de la construcción.
Varias de las 10 violaciones de OSHA citadas con mayor frecuencia cada año involucran estándares de seguridad de protección contra caídas. El número anual de muertes en la construcción en los Estados Unidos se enumera en la siguiente tabla:
| Año  | Caídas fatales | Otras lesiones fatales | Total |
| ---- | -------------- | ---------------------- | ----- |
| 2017 | 386            | 585                    | 971   |
| 2016 | 384            | 607                    | 991   |
| 2015 | 364            | 573                    | 937   |
| 2014 | 359            | 540                    | 899   |
| 2013 | 302            | 526                    | 828   |
| 2012 | 290            | 516                    | 806   |

El programa se lanzó originalmente como un proyecto de dos años en el Día de Conmemoración de los Trabajadores en 2012 para crear conciencia sobre la prevención de caídas en la construcción, pero debido a su éxito, se ha continuado al comienzo de cada temporada de construcción. En 2015, se celebraron más de 150 eventos públicos en todo el país, en los que participaron más de 150.000 trabajadores y 1,5 millones de efectivos de la Fuerza Aérea de Estados Unidos.
Las organizaciones que se asocian con OSHA para patrocinar este evento anual incluyen el Instituto Nacional de Seguridad y Salud Ocupacional (NIOSH),el Centro de Investigación y Capacitación en Construcción (CPWR),la Sociedad Estadounidense de Profesionales de la Seguridad (ASSP), el Consejo Nacional de Seguridad, y muchos otros. También existen recursos disponibles en múltiples fuentes para ayudar a los empleadores a encontrar actividades. La Asociación Nacional de Constructores de Viviendas (NAHB) y NIOSH han puesto a disposición del público varios videos de prevención de caídas en YouTube,entre otros . La Asociación Nacional de Contratistas de Techado ha publicado tres seminarios web en video disponibles para su visualización. Los desarrolladores de Lergent han publicado una aplicación móvil disponible para descargar, que ayuda a los trabajadores a encontrar un proveedor autorizado de cursos de prevención de caídas.

### Equipo de protección personal
Los cascos duros, las botas con puntera de acero y los chalecos de seguridad reflectantes son quizás los equipos de protección personal más usados por los trabajadores de la construcción en todo el mundo. Una evaluación de riesgos puede determinar que otros equipos de protección son apropiados, como guantes, gafas protectoras o ropa de alta visibilidad.

### Tamaño de la empresa
A medida que aumenta el tamaño de la empresa, la tasa de incidencia disminuye debido a la provisión de mejores programas de seguridad y salud ocupacional.

## Peligros y controles de peligros para personas que no trabajan
En muchas obras de construcción no es posible excluir por completo a quienes no trabajan. Las obras de construcción de carreteras a menudo deben permitir el paso del tráfico. Esto expone a quienes no son trabajadores a cierto grado de riesgo.

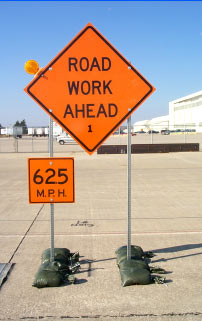
Esta señal y placa de advertencia penetraron el parabrisas y el techo de un automóvil en un choque de prueba de impacto lateral. Una señal más segura tendría montantes más rígidos, sin placa de advertencia y la luz intermitente se movería hasta la punta de la señal para distribuir la fuerza del impacto.

Los sitios de construcción viales se bloquean y el tráfico se redirige. Los sitios y vehículos están protegidos con señales y barricadas. Sin embargo, a veces incluso estas señales y barricadas pueden ser un peligro para el tráfico de vehículos. Por ejemplo, las barricadas mal diseñadas pueden provocar que los autos que choquen con ellas o las golpeen se vuelquen o incluso salgan volando. Incluso una simple señal de seguridad puede atravesar el parabrisas o el techo de un auto si lo golpea desde ciertos ángulos.
La mayoría de las muertes en la construcción son causadas por peligros relacionados con actividades de construcción. Sin embargo, muchas muertes también son causadas por actividades no relacionadas con la construcción, como los riesgos eléctricos.

## Investigación sobre seguridad en la construcción en el ámbito académico
La seguridad en la construcción se ha considerado un tema candente en la investigación académica. Según las últimas investigaciones. El mayor número de documentos sobre seguridad en la construcción publicados fue publicado por académicos de los Estados Unidos y China; el número total de artículos publicados por estos dos países fue de 1.125, lo que representa el 56% de los 2.000 artículos que se publicaron. Ambos países mostraron altos niveles de colaboración en investigación. Si bien los resultados sugieren que el desarrollo económico puede impulsar la investigación académica sobre seguridad en la construcción, ha habido un aumento en la investigación sobre seguridad en la construcción realizada por países en desarrollo en los últimos años, probablemente debido a una mejora en su desarrollo económico. Si bien las palabras clave de los autores evidenciaron la popularidad de la investigación sobre la gestión de la seguridad y el clima, el análisis de red de todas las palabras clave, es decir, las palabras clave proporcionadas por Web of Science y los autores, sugiere que la investigación sobre seguridad en la construcción se centró en tres áreas: la gestión de la seguridad en la construcción, la relación entre las personas y la seguridad en la construcción, y la protección y la salud del impacto de los trabajadores en la seguridad de la construcción. Existe una nueva tendencia de investigación interdisciplinaria donde la seguridad de la construcción se combina con las tecnologías digitales, y la mayor parte involucra el aprendizaje profundo. Otras tendencias se centran en el aprendizaje automático, el modelado de información de construcción, el aprendizaje automático y la visualización.

## Regulación

### Unión Europea
En Europa, la Agencia Europea para la Seguridad y la Salud en el Trabajo coordina las acciones a nivel de la Unión Europea (UE) y nacional, y la Dirección General de Empleo, Asuntos Sociales e Inclusión es responsable de la regulación a nivel de la UE.
En virtud del derecho de la Unión Europea, existen directivas de la Unión Europea para proteger a los trabajadores, en particular la Directiva 89/391 (Directiva marco) y la Directiva 92/57 (Directiva sobre lugares de trabajo temporales y móviles). Esta legislación se transpone a los Estados miembros e impone obligaciones a los empleadores (y a otros) para evaluar y proteger la salud y la seguridad de los trabajadores.

### Reino Unido
En el Reino Unido, la Agencia Ejecutiva para la Salud y Seguridad (Health and Safety Executive o HSE) es responsable de la aplicación de las normas, mientras que la Agencia Ejecutiva para la Salud y Seguridad de Irlanda del Norte (HSENI) es responsable en Irlanda del Norte. En Irlanda, la Autoridad de Salud y Seguridad (HSA) es responsable de las normas y su aplicación.

### Estados Unidos
En los Estados Unidos, la Administración de Seguridad y Salud Ocupacional (OSHA) establece y hace cumplir las normas relativas a la seguridad y la salud en el lugar de trabajo. En la primera década del siglo XXI se han hecho esfuerzos para mejorar la seguridad tanto de los trabajadores de la carretera como de los conductores en las zonas de construcción. En 2004, el Congreso actualizó el Título 23 Parte 630 Subparte J del Código de Reglamentos Federales para incluir nuevas regulaciones que ordenan a las agencias estatales crear y adoptar sistemáticamente planes integrales para abordar la seguridad en las zonas de construcción de carreteras que reciben fondos federales.
OSHA implementó la Regla Final para Mejorar el Seguimiento de Lesiones y Enfermedades en el Lugar de Trabajo, que entró en vigencia el 1 de enero de 2017. Requiere que los empleadores envíen datos de incidentes electrónicamente a OSHA. Estos datos permitirán a OSHA utilizar los recursos de asistencia para el cumplimiento y la aplicación de la ley de manera más eficiente. La cantidad de datos necesarios varía según la empresa y la industria.
Según las estadísticas de OSHA, cada día se producen más de 13 muertes relacionadas con el trabajo en los Estados Unidos y una de cada cinco de ellas ocurre en la industria de la construcción.

### Hong Kong
El empleador debe proporcionar diferentes grados de protección al decidir qué precauciones tomar contra los peligros. Cuando una tarea resulta ser más peligrosa que otra, se debe tener un mayor grado de cuidado, pero cuando el empleador no puede eliminar la tarea peligrosa, se necesitan tomar precauciones razonables para reducir el riesgo, según Nguyen Van Vinh vs. Cheung Ying Construction Engineering Ltd. (2008). Esto no implica, sin embargo, que se requiera que el empleador elimine todos los riesgos. Lord Oaksey afirmó en Winter vs. Cardiff Rural District Council (1950) “pero esto no significa que un empleador deba decidir sobre cada detalle del sistema de trabajo o modo de operación. Hay ámbitos en los que el empleador debe ejercer su discreción y hay otros ámbitos en los que los capataces y los trabajadores deben ejercer la suya... Con respecto a la decisión sobre cómo tomar las precauciones de seguridad con frecuencia, debería dejarse en manos del capataz o los trabajadores en el sitio. Si bien el empleador inmediato del empleado es responsable de la seguridad, Morris vs. Breaveglen (1993) dictaminó que el contratista principal no puede eludir su responsabilidad. Los empleadores generales argumentaron que no deberían ser responsables de las lesiones ya que no ejercían control directo sobre los trabajadores. Sin embargo, los jueces invalidaron tal argumento en Rainfield Design & Associates Ltd vs. Siu Chi Moon (2000), “[e]l propósito de las Regulaciones era claramente garantizar la seguridad del trabajador y para esto la responsabilidad principal debe recaer en el contratista responsable del sitio. Incluso cuando un subcontratista tuviera la obligación contractual de proporcionar instalaciones y equipos, el contratista responsable del sitio no quedaría eximido de su obligación según las Regulaciones".

## Disparidades de salud entre los trabajadores hispanos de la construcción en Estados Unidos
Los hispanos representan una parte considerable de la fuerza laboral de la construcción: en 2019, el 30,4% de los trabajadores de la construcción eran hispanos, en comparación con el 17,7% de los trabajadores de todas las industrias. Aproximadamente 1 de cada 4 trabajadores de la construcción en Estados Unidos no tenía seguro médico en 2018, más del doble de la tasa de personas sin seguro entre todos los trabajadores estadounidenses. Casi la mitad (48%) o 2 de cada 4 trabajadores de la construcción hispanos no tenían seguro, más del triple que sus homólogos no hispanos (13%). En comparación con sus homólogosde raza blanca, la tasa de lesiones fatales entre los hispanos es 41% más alta. Además, las investigaciones han descubierto que casi la mitad de todas las muertes asociadas al trabajo entre hispanos ocurren en pequeños establecimientos de construcción con entre 1 y 10 empleados. En el período 2003-2008, las caídas desde alturas elevadas fueron la principal causa del 40% de todas las muertes de trabajadores de la construcción hispanos. En términos de lesiones no fatales experimentadas por trabajadores hispanos, el contacto con objetos (43,0%) fue la causa principal. Es muy preocupante que los trabajadores pertenecientes a minorías corran un mayor riesgo de sufrir enfermedades y lesiones laborales. Las leyes laborales de Estados Unidos que crean barreras para organizar un sindicato, las políticas de inmigración, los lugares de trabajo no regulados e inseguros, la falta de seguro médico, los trabajadores mal clasificados que pierden protecciones, ser un trabajador esencial, no tener licencia por enfermedad, la desconfianza en el sistema de atención médica, las barreras del idioma y el costo de faltar al trabajo son solo algunos de los posibles factores que contribuyen a esta disparidad en la salud.

## La informática de seguridad en la construcción y el papel de la inteligencia artificial en la seguridad de la construcción
Li (2019) propone que existen tres generaciones de informática de seguridad en la construcción que son relevantes para mejorar la seguridad de la construcción:
1. La primera generación de informática de seguridad en la construcción consistió en tecnologías que dependían completamente del control por parte de seres humanos; por ejemplo, el modelado de ecuaciones estructurales requiere el trabajo de un analista.
2. La segunda generación de informática de seguridad en la construcción incluyó funciones inteligentes como la Internet de las cosas, que puede enviar información a operadores humanos, sin intervención humana, desde sensores, etc. Sin embargo, estas herramientas “inteligentes” no pueden aprender y mejorar sus propias capacidades.
3. La tercera generación de informática de seguridad en la construcción utiliza IA de última generación para imitar el comportamiento humano y pensar, actuar, aprender y mejorar su propia toma de decisiones. Lo único que se requiere es que la información relevante se introduzca en estos sistemas, para que puedan ser "enseñados".[100]